# Roots (1977)
Roots is een Amerikaanse televisieserie uit 1977 naar het boek Roots: Wij zwarten van Alex Haley. Er werden nog een aantal vervolgen gemaakt op de serie, te beginnen met Roots: The Next Generations. Deze serie werd uitgezonden in 1979. In 1988 werd een film, getiteld Roots: The Gift, uitgebracht, gevolgd door de serie Alex Haley's Queen in 1993. In 2016, ten slotte, verscheen een remake van de serie, eveneens getiteld Roots. 
Aangezien er gedurende de series verschillende generaties werden belicht, wijzigde de cast ook regelmatig.

## Verhaal

### Kunta Kinte
De Mandinka Kunta Kinte wordt vlak bij zijn dorp Juffure in Gambia door slavendrijvers gevangen, en naar Annapolis, Maryland verscheept om daar als slaaf te worden verkocht. Zijn slavennaam wordt Toby.
Nadat hij meermalen is weggelopen en weer is opgespoord, wordt tijdens zijn laatste vluchtpoging zijn voet afgehakt door de slavenjagers. In eerste instantie wil hij niets te maken hebben met de ongeletterde, en op de plantage geboren andere slaven. Kunta is een ontwikkeld mens, die vloeiend Arabisch spreekt, en kan lezen en schrijven. Pas na 7 jaar durft hij huishoudster Belle ten huwelijk te vragen.

### Kizzy
Kunta en Belle krijgen een dochter, Kizzy, en Kunta probeert haar zo goed en kwaad als het gaat bekend te maken met haar Afrikaanse afkomst. Kizzy wordt vanaf haar kleuterleeftijd ingepalmd door Missy, het dochtertje van de plantage-eigenaar, zeer tegen de zin van Belle en Kunta. Missy leert haar lezen en schrijven, alhoewel dat voor slaven niet is toegestaan. Als Kizzy tien jaar later verliefd wordt op een andere slaaf, en voor hem een pasje schrijft zodat hij kan ontsnappen, is dat haar ondergang. De dag na de vlucht van haar vriend wordt hij gepakt, en Kizzy wordt ter plekke afgevoerd naar een slavenveiling.
Kizzy wordt verkocht aan Tom Moore, en zij wordt meermaals door haar 'eigenaar' verkracht. Ze wordt zwanger, en bevalt van een zoon die George wordt genoemd.

### Chicken George
George wordt door Moore op de plantage tewerkgesteld, zodra hij er oud genoeg voor is. In zijn vrije tijd hangt George rond bij de kippenrennen, waar Oom Mingo verantwoordelijk is voor de hanen die in hanengevechten worden gebruikt. Na verloop van tijd wordt George het hulpje van Mingo bij het verzorgen van de hanen, en gaat met Moore mee naar hanengevechten als trainer. Al snel wordt hij Chicken George genoemd.
Omdat George een goed trainer blijkt te zijn lopen de verdiensten voor Moore op. Het wordt George toegestaan om met een paar afgedankte hanen deel te nemen aan gevechten in achterafsteegjes, en ook daar slaagt hij er in te winnen. Het geld dat hij daarmee verdient mag hij houden, en George gaat onmiddellijk sparen om zichzelf en zijn familie vrij te kunnen kopen.
George mag trouwen met de slavin Matilda, en ze krijgen acht kinderen. Als Moore alles wat hij bezit verliest in een hanengevecht met een Engelsman, wordt George als compensatie naar Engeland gestuurd. Moore belooft George dat hij vrij zal zijn zodra hij weer terugkomt.
Als George terugkomt eist hij zijn vrijheid op, en weet hij de dronken Moore de vrijheidsbrief te ontfutselen. Matilda en de kinderen zijn echter verkocht, en George moet naar ze op zoek.

### Tom
Oudste zoon Tom is smid geworden, en is getrouwd met de half-indiaanse slavin Irene. Ook zij krijgen acht kinderen. Na de Amerikaanse burgeroorlog wordt de slavernij afgeschaft, en vertrekt de hele familie. Oudste dochter Cynthia wordt de grootmoeder van schrijver Alex Haley.

## Hoofdrolspelers
Maya Angelou - Nyo Boto
Moses Gunn - Kintango
Thalmus Rasulala - Omoro
Hari Rhodes - Brima Cesay
Ren Woods - Fanta
LeVar Burton - Kunta Kinte/Toby Reynolds
John Amos - Kunta Kinte/Toby Reynolds als volwassen man
Edward Asner - Capt. Thomas Davies
O.J. Simpson - Kadi Touray
Ralph Waite - Slater
Louis Gossett jr. - Fiddler
Robert Reed - Dr. William Reynolds
Lorne Greene - John Reynolds
Lynda Day George - Mrs. Reynolds
Madge Sinclair - Bell Reynolds